# Calyptopsis
Calyptopsis (лат.) — род жуков-чернотелок трибы Tentyriini из подсемейства Pimeliinae. Палеарктика. Около 30 видов.

## Распространение
Палеарктика: Средняя и Центральная Азия, Кавказ, Страны Восточного Средиземноморья. Встречаются от Греции до Афганистана.

## Описание
Жуки длиной около 1 см. Крылья не развиты, тело голое, глаза разделены на верхнюю и нижнюю части висками и краем щеки. Усики 11-члениковые. Характерны для субаридных и ксерофитных биоценозов.
Биономика, питание и неполовозрелые стадии видов рода практически не изучены. Различные виды рода Calyptopsis обитают преимущественно на каменистых ксерофитных участках в полупустынях, горных степях и средиземноморских ландшафтах. В дневное время жуки встречаются под камнями, часто вместе с внешне похожими жуками из рода Dailognatha Eschscholz, 1829 (Tentyriini), который отличается от Calyptopsis глубокой глубокой эмаргинацией между лобным щитком и генами с каждой стороны стороны и не разделёнными глазами. Разделение экологических ниш между этими родами неясно. Все известные виды Calyptopsis являются аллопатрическими.

## Классификация
Описано около 30 видов. Род был впервые описан в 1835 году французским энтомологом Антуаном Жозефом Жаном Солье для единственного вида  Hegeter caraboides Brullé, 1832
(старший синоним вида Calyptopsis emondi  (Solier, 1835)).
- Calyptopsis amaroides Baudi di Selve, 1874
- Calyptopsis armeniaca Baudi di Selve, 1874
- Calyptopsis bazmanica Schuster, 1938
- Calyptopsis capnisiformis Reitter, 1903
- Calyptopsis capnisiformis volcanica Chigray, Nabozhenko Keskin & Abdurakhmanov, 2018
- Calyptopsis capnisoides Reitter, 1896
- Calyptopsis caraboides (Brullé, 1832)
- Calyptopsis caucasica (Kraatz, 1865)
- Calyptopsis clypeata Faust, 1875
- Calyptopsis deplanata Faust, 1875
- Calyptopsis egecemi Chigray, Nabozhenko Keskin & Abdurakhmanov, 2018
- Calyptopsis elbursica Chigray in Chigray & Abakumov, 2019[7]
- Calyptopsis emarginata Reitter, 1889
- Calyptopsis escherichi Reitter, 1900
- Calyptopsis fausti Chigray & Nabozhenko, 2018
- Calyptopsis fouquei Chigray, Nabozhenko Keskin & Abdurakhmanov, 2018
- Calyptopsis gigas Kaszab, 1962
- Calyptopsis harpaloides Baudi di Selve, 1874
- Calyptopsis incerta Faust, 1875
- Calyptopsis kadleci Chigray in Chigray & Abakumov, 2019
- Calyptopsis kaszabi Chigray, Nabozhenko Keskin & Abdurakhmanov, 2018
- Calyptopsis kermanica Chigray in Chigray & Abakumov, 2019
- Calyptopsis lata Chigray in Chigray & Abakumov, 2019
- Calyptopsis lineimargo Reitter, 1897
- Calyptopsis merkli Chigray in Chigray & Abakumov, 2019
- Calyptopsis monstruosa Chigray in Chigray & Abakumov, 2019
- Calyptopsis nitescens Reitter, 1896
- Calyptopsis ottoi Chigray, Nabozhenko Keskin & Abdurakhmanov, 2018
- Calyptopsis pandaroides Reitter, 1896
- Calyptopsis pulchella (Faldermann, 1837)
- Calyptopsis punctiventris Baudi di Selve, 1874
- Calyptopsis rosti Reitter, 1897
- Calyptopsis schach Kaszab, 1963
- Calyptopsis sistanica Chigray in Chigray & Abakumov, 2019
- Calyptopsis solieri Reiche & Saulcy, 1857
- Calyptopsis sulcimargo Reitter, 1897
- Calyptopsis theodoridesi Kaszab, 1962
- Calyptopsis zarudnyi Chigray in Chigray & Abakumov, 2019[7]